# Giuseppe Beccadelli di Bologna, markiz della Sambuca
Giuseppe Beccadelli di Bologna, książę di Camporeale, diuk d’Adragna, markiz d’Altavilla, markiz della Sambuca (1726–1813) – włoski (neapolitański) polityk-reformator, człowiek oświecenia.
Jego ojcem był Pietro Beccadelli di Bologna (1695-1781) szef rady regencyjnej za małoletności Ferdynanda IV i szef rady królewskiej Sycylii.
Giuseppe Beccadelli był od 1781 roku pierwszym ministrem Królestwa Neapolu. Jako minister starał się sprywatyzować majątek kleru i osłabić jego dominująca  pozycję ekonomiczną w państwie. W dziele reform wspomagał go Domenico Caracciolo, markiz di Villamaina (1715–1789).
Na pierwszego ministra powołała go Maria Karolina Habsburg, królowa Neapolu, która wobec ochłodzenia się stosunków z Hiszpanią chciała stworzyć nową oś porozumienia i sojusz z Austrią. Beccadelli był akurat zwolennikiem takiej polityki i ówczesnym ambasadorem w Wiedniu.
W roku 1782 książę di Campofranco oskarżył ministra Beccadelliego o defraudacje na masową skalę (...de furto magno contro la Real Camera nella compra de feudi e masserie gesuitiche....).
W roku 1786 Beccadelli di Bologna zrezygnował z pełnionych funkcji. Motywy tej decyzji nie są do końca jasne. Jego miejsce zajął Domenico Caracciolo.

## Literatura
- Giuseppe Bonomo, Pitrè la Sicilia e i siciliani, Sellerio, Palermo 1989.
- Isidoro La Lumia, Palermo, il suo passato, il suo presente, i suoi monumenti, Antares editrice, 2004, 1° edizione Pedone Lauriel, 1875.
- Francesco Renda, Storia della Sicilia, Sellerio, Palermo, 2003.
- Rosario Romeo, Il risorgimento in Sicilia, La Terza, Bari, 1982.
- Giuseppe Pitrè, La vita in Palermo cento e più anni fa, Editrice Il Vespro, Palermo, prima edizione Barbera, Firenze, 1904.
- Leonardo Sciascia, Le Parrocchie di Regalpetra- Morte dell’Inquisitore, La Terza, Bari,1982.